# Willem Dadema
Willem Dadema (24 de agosto de 1933) es un deportista neerlandés que compitió en judo. Ganó cuatro medallas en el Campeonato Europeo de Judo entre los años 1955 y 1963.

## Palmarés internacional
| Campeonato Europeo | Campeonato Europeo | Campeonato Europeo | Campeonato Europeo |
| Año                | Lugar              | Medalla            | Categoría          |
| ------------------ | ------------------ | ------------------ | ------------------ |
| 1955               | París (Francia)    | Medalla de bronce  | 1.er dan           |
| 1961               | Milán (Italia)     | Medalla de plata   | 3.er dan           |
| 1962               | Essen (RFA)        | Medalla de plata   | +80 kg (A)         |
| 1963               | Ginebra (Suiza)    | Medalla de plata   | +80 kg             |